# Chickenfoot (album)
Chickenfoot – debiutancki album amerykańskiego zespołu hardrockowego Chickenfoot, wydany 5 czerwca 2009. Pierwsze wydanie posiadało ekskluzywną okładkę, której tło było widoczne w temperaturze powyżej 29 stopni Celsjusza.
W dniu 20 marca 2009 zespół udostępnił na swojej stronie dwa utwory - "Soap on a Rope" oraz "Down the Drain". Pierwszy singel z albumu, zatytułowany "Oh Yeah", został udostępniony 13 kwietnia 2009 na stronie oficjalnej oraz w amerykańskich radiostacjach.
Luksusowa edycja z płytą DVD ukazała się na rynku brytyjskim 26 października 2009, a w Stanach Zjednoczonych była dostępna wyłącznie w sklepach Best Buy od 1 listopada 2009.
O producencie albumu Andy Johnsie basista zespołu, Michael Anthony powiedział: Jest świetnym inżynierem i świetnym producentem. Był prawdziwym piątym członkiem zespołu. Był z nami w studio, zgłaszał wiele uwag. Wiedział, kiedy gramy dobrze – zdarzało się, że mówił „Grajcie to ile razy chcecie, ale ta ostatnia wersja była najlepsza” albo zanim wyszedł na papierosa rzucił czasem „Chłopaki, dajcie znać kiedy przestaniecie się wygłupiać – albo wykorzystamy tę ostatnią wersję”.

## Lista utworów
Opracowano na podstawie materiału źródłowego.
1. "Avenida Revolucion" - 5:56
2. "Soap on a Rope" - 5:32
3. "Sexy Little Thing" - 4:14
4. "Oh Yeah" - 4:54
5. "Runnin' Out" - 3:52
6. "Get It Up" - 4:41
7. "Down the Drain" - 6:17
8. "My Kinda Girl - 4:32
9. "Learning to Fall" - 5:13
10. "Turnin' Left" - 5:48
11. "Future in the Past" - 6:38

## Twórcy
Opracowano na podstawie materiału źródłowego.

- Sammy Hagar – wokal, gitara rytmiczna
- Joe Satriani – gitara elektryczna, organy
- Michael Anthony – gitara basowa, wokal wspierający
- Chad Smith – perkusja, instrument perkusyjne
- Andy Johns – produkcja, nagrywanie
- Bob Daspit – nagrywanie
- Dann Michael Thompson – nagrywanie, obróbka cyfrowa
- Mike Fraser – nagrywanie, miksowanie
- Judy Kirschner – asystentka operatora dźwięku
- John Cuniberti – asystent operatora dźwięku
- Jamie Durr – asystent operatora dźwięku
- Eric Mosher – asystent techniczny, obróbka cyfrowa
- Andre Zweers – obróbka cyfrowa
- Bernie Grundman – mastering
- Todd Gallopo – dyrekcja artystyczna
- Bryan Adams – zdjęcia
- Jon Luini – produkcja video